# Окніца (комуна)
Окніца (рум. Ocnița) — комуна у повіті Димбовіца в Румунії. До складу комуни входить єдине село Окніца.
Комуна розташована на відстані 74 км на північний захід від Бухареста, 10 км на північний схід від Тирговіште, 74 км на південь від Брашова.

## Населення
За даними перепису населення 2002 року у комуні проживали 4412 осіб. Усі жителі комуни рідною мовою назвали румунську.
Національний склад населення комуни:
| Національність | Кількість осіб | Відсоток |
| -------------- | -------------- | -------- |
| румуни         | 4411           | > 99,9%  |
| німці          | 1              | < 0,1%   |

Склад населення комуни за віросповіданням:
| Релігія            | Кількість осіб | Відсоток |
| ------------------ | -------------- | -------- |
| православні        | 4398           | 99,7%    |
| п'ятдесятники      | 11             | 0,2%     |
| адвентисти         | 1              | < 0,1%   |
| не вказали релігію | 1              | < 0,1%   |